# Citoarquitectura
Se denomina citoarquitectura (Gr. κύτος=célula + αρχιτεκτονική=arquitectura) al estudio mediante el microscopio de la composición celular de los tejidos del cuerpo. 
En el ámbito de la biología, la citoarquitectura hace referencia a la forma en que las células se encuentran organizadas en los tejidos o la construcción molecular de la célula.

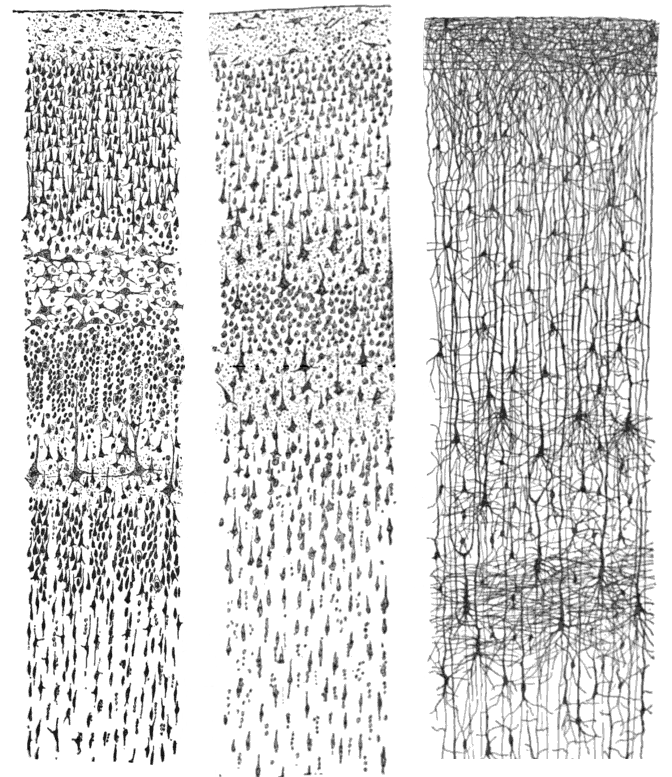
Citoarquitectura de la corteza humana: columna izquierda: corteza Visual,
columna central: corteza Motora.
Ramón y Cajal año 1899

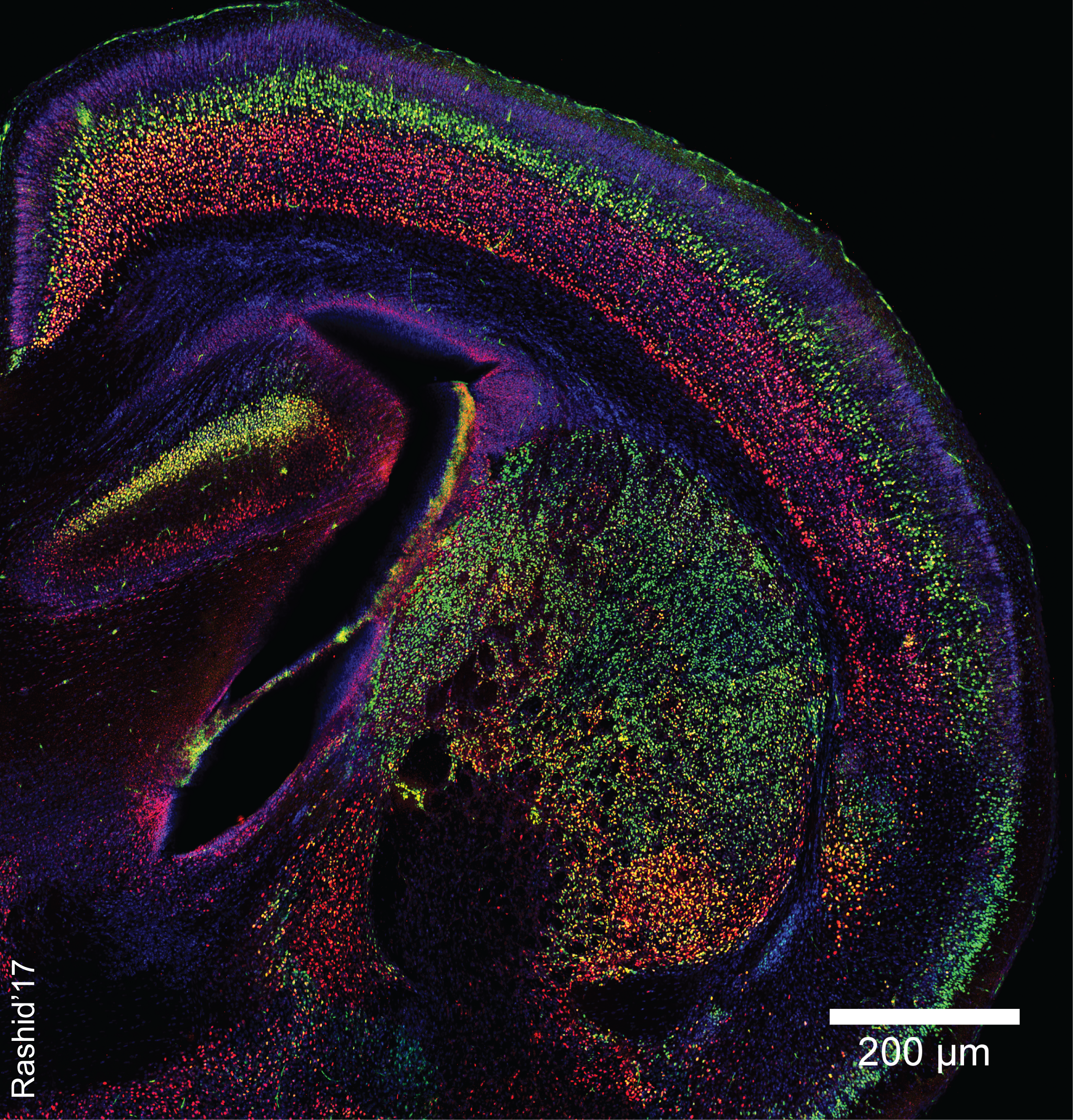
Cito-arquitectura de la Corteza cerebral. En diferentes colores, se ven los somas de las neuronas, dispuestas en las diferentes capas. Corteza de ratón. Microscopio confocal.

En el ámbito de la neurociencia, la cito-arquitectura hace referencia específica, a la forma en que se encuentran ordenados los  soma de las neuronas en el cerebro y la espina vertebral.

En el cerebro la citoarquitectura de la corteza cerebral permite la ubicación de áreas corticales primarias y de sus áreas asociadas.